# Ащибулак (Єнбекшиказахський район)
Ащибула́к (каз. Ащыбұлақ) — село у складі Єнбекшиказахського району Алматинської області Казахстану. Входить до складу Казахстанського сільського округу.
У радянські часи село називалось «Анатольєвка».
Населення — 2701 особа (2021; 2768 у 2009, 2445 у 1999, 2466 у 1989).